# Встреча трёх королей (1709)

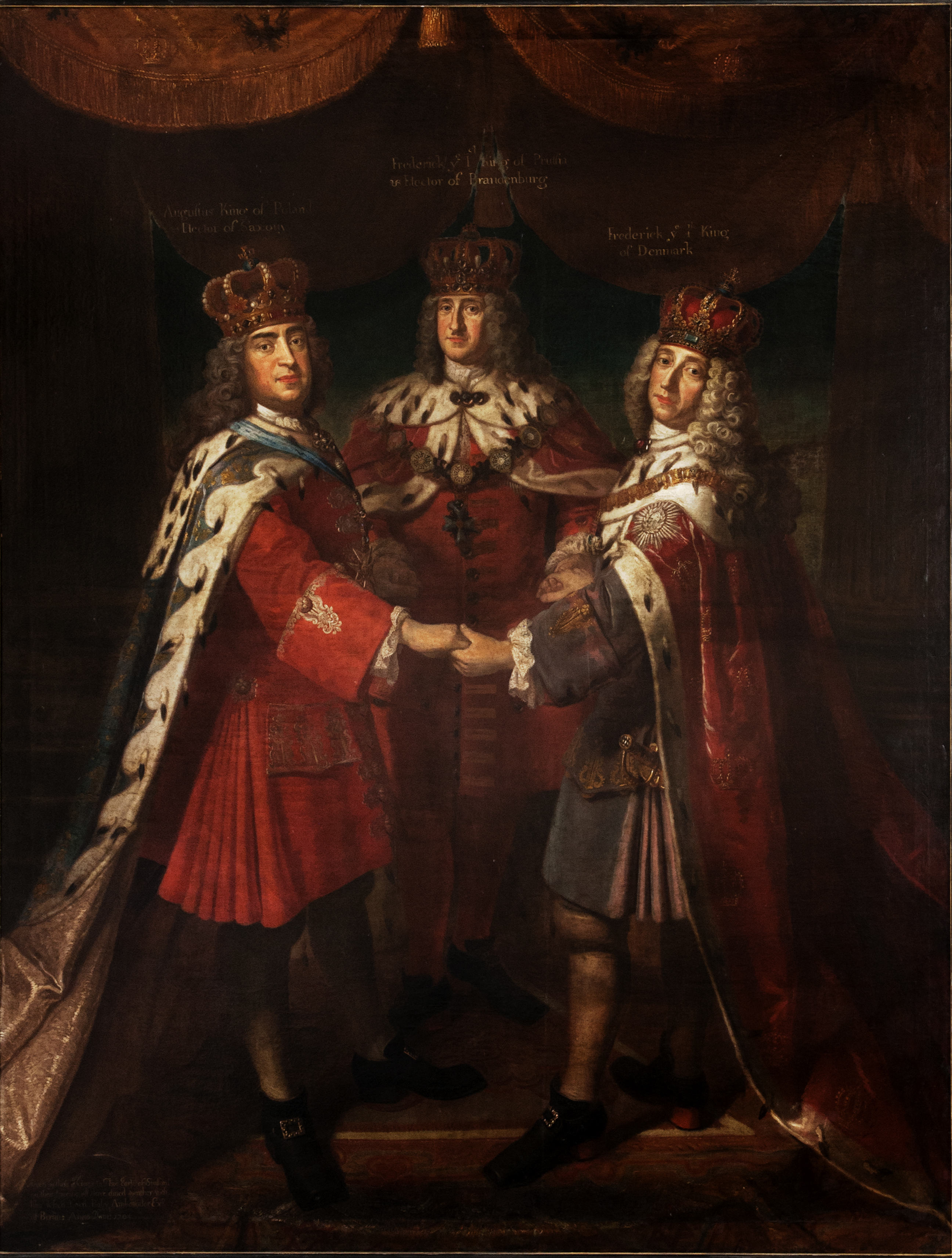
Картина Самюэля Теодора Герике с тремя монархами.

Встреча трех королей — встреча прусского короля Фридриха I, курфюрста Саксонии и короля Речи Посполитой Августа Сильного и короля Дании Фредерика IV со 2 по 17 июля 1709 года в Потсдаме и Берлине.
Причиной этого стали усилия Дании и Саксонии склонить Пруссию к вступлению в Северную войну. Помимо обширных празднеств (в том числе в замке Капут), мало что было сделано в политическом плане, ибо между тремя монархами был заключён лишь договор о дружбе и нейтралитете.

## Дипломатический фон
Королевство Дания и курфюршество Саксония в личной унии с Речью Посполитой участвовали с перерывами с 1700 года вместе с Россией в Северной войне против Швеции.
Август подписал Альтранштедтский мир со Швецией 29 октября 1706 г. и отказался от польской короны «навсегда», временно исключив Саксонию из войны. Дания 28 июня 1709 года заключила новый союз с Россией против Швеции, предусматривавший новое нападение на Швецию.
16 августа 1707 года занятая войной за испанское наследство Пруссия и Швеция заключили вечный союз, который включал гарантии законных прав, взаимный пакт о ненападении и взаимное обещание присылки 6 тыс. вспомогательных войск при нападении. Кроме того, Пруссия признала ставленника Швеции Станислава Лещинского законным польским королем.
Основная шведская армия с королём Карлом XII в это время вела поход против России, в июле была разгромлена под Полтавой. Это поражение переломило ход войны в пользу антишведского союза.

## Встреча

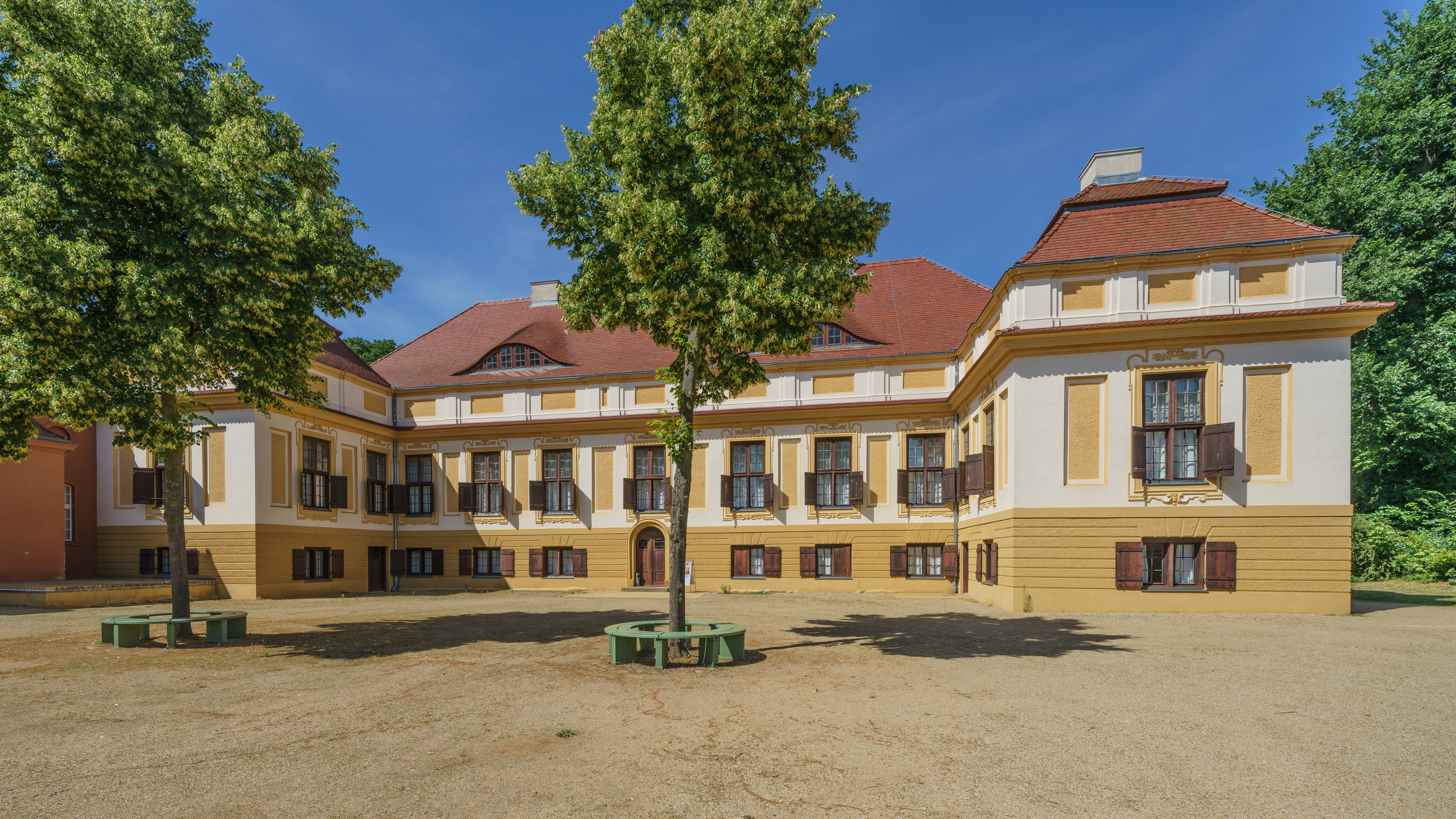
Замок Капут.

По возвращении из Италии датский король Фредерик IV приехал в Дрезден ко двору Августа Сильного. Там два монарха решили привлечь Пруссию в качестве союзника. После этого король и курфюрст отправились в Потсдам по приглашению прусского правителя.
В Дрездене Фредерика ожидал достойный прием. Главными моментами, в дополнение к пышным торжествам и охоте 5 июля, была поездка на знаменитой роскошной яхте «Liburnica» по реке Хафель в Капут 8 июля. 9 июля короли отправились в Ораниенбург. 10 июля три монарха провели совместный Государственный совет, на котором у каждого монарха был только один советник. 11 июля монархи посетили Шарлоттенбург. На следующий день они отправились в Берлин, где два приглашенных монарха стали крестными родителями внучки Фридриха I Вильгельмины, родившейся 3 июля 1709 года. 16 июля монархи обедали с британским посланником лордом Рэби, а вечером — с лордом-камергером графом фон Вартенбергом. В тот же вечер датский монарх выехал из Берлина в Данию. На следующий день Август Сильный вернулся в Дрезден.

## Итоги
От первоначальных планов убедить Пруссию вступить в войну со Швецией почти ничего не осталось. Несмотря на весь первоначальный энтузиазм по поводу проекта, берлинский двор помнил обязательства о нейтралитете, взятые Швецией в 1686, 1696 и 1707 годах. Помимо взаимной гарантии закрепленных прав, единственным соглашением было то, что Пруссия не должна вставать на сторону двух держав и не должна пропускать шведов.
Благодаря этой встрече прусский король нашел возможность показать ещё молодую прусскую монархию как равную. Однако затраты превышали финансовые возможности прусского государства, поэтому король взял кредит у банкира.
Встреча трех королей представляла собой редкое событие в дипломатии того времени. Три короля, все носившие имя Фридрих, принадлежали к трем разным христианским конфессиям: прусский король был кальвинистом, датский король был лютеранином, а саксонский курфюрст был католиком.